# Spilobotys jordani
Spilobotys jordani är en fjärilsart som beskrevs av M.Gaede 1914. Spilobotys jordani ingår i släktet Spilobotys och familjen nattflyn. Inga underarter finns listade i Catalogue of Life.